# Аеропорт Каталіна
Аеропорт «Каталіна» (IATA: AVX, ICAO: KAVX, FAA ідент. місц.: AVX) – приватний цивільний аеропорт, розташований у десяти кілометрах на північний захід від ділового центру Авалон (Каліфорнія) у центрі Санта-Каталіна (острів, Каліфорнія). Аеропорт відкритий для громадськості та дозволяє літакам цивільної авіації приземлятися. Для пілотів потрібна заявка на приземлення та плата за посадку у розмірі 35 доларів.

## Історія
Острів Санта-Каталіна почав туристично розвиватися на початку 1920-х років завдяки Вільгельму Ріґлі молодшому, який володів більшою частиною острова під компанією Santa Catalina Island Company. У 1941 році його син Філіп К. Ріґлі побудував на острові злітно-посадкову смугу, підірвавши і вирівнявши два пагорби та заповнивши каньйон між ними. Аеропорт був відкритий навесні 1941 року як приватний аеропорт Buffalo Springs Airport.
Восени 1942 року Повітряні сили армії США взяли під контроль аеропорт для підтримки діяльності на острові армії, флоту, берегової охорони, морської служби та Управління стратегічних служб. По завершенню Другої світової війни аеропорт було знято з-під військового контролю. Каліфорнійський ветеран авіації Річард «Dick» Проберт (1907-2008) працював над тим, щоб аеропорт був відкритий для широкого загалу. Завдяки йому будівля терміналу була розширена, а у 1946 році аеропорт почав функціонувати як аеропорт для цивільної авіації під назвою Аеропорт «Каталіна».